# 다카라즈카 가극단 49기생
다카라즈카 가극단 49기생은 1961년에 다카라즈카 음악학교에 입학하여, 1963년 졸업, 다카라즈카 가극단에 입단하고, 「화시집 1963년」으로 초무대를 밟은 62명을 가리킨다.

## 개요
이 기에는 2대 이토이 시다레, 탤런트 고 치구사 (전 유키구미 톱스타), 배우 겸 가수 다이 타키코 (전 츠키구미 톱스타), 배우 하루나 유리 (전 츠키 · 하나구미 톱스타, 최종 소속 전과) 등이 입단하였다.

## 일람
| 예명            | 생일      | 출신지                | 출신 학교                    | 예명의 유래                                 | 애칭             | 역할 | 퇴단년도 | 비고                                                   |
| --------------- | --------- | --------------------- | ---------------------------- | ------------------------------------------- | ---------------- | ---- | -------- | ------------------------------------------------------ |
| 明海千春        | 3월 28일  | 효고현 아카시시       | 고베야마테가쿠엔             | 출신지 아카시해협                           | 타메짱           |      | 1967년   |                                                        |
| 아케미 치하루   | 3월 28일  | 효고현 아카시시       | 고베야마테가쿠엔             | 출신지 아카시해협                           | 타메짱           |      | 1967년   |                                                        |
| 明宮麗子        | 10월 25일 | 도쿄도                | 오우카고등학교               | 아버지가 고안                               | 유키짱           |      | 1965년   |                                                        |
| 아케미야 레이코 | 10월 25일 | 도쿄도                | 오우카고등학교               | 아버지가 고안                               | 유키짱           |      | 1965년   |                                                        |
| 芦笛まり        | 3월 15일  | 도쿄도                | 바이카가쿠엔                 | 거주지에서 따옴                             | 노리코짱, 논짱   |      | 1964년   |                                                        |
| 아시부에 마리   | 3월 15일  | 도쿄도                | 바이카가쿠엔                 | 거주지에서 따옴                             | 노리코짱, 논짱   |      | 1964년   |                                                        |
| 芦屋をとめ      | 12월 25일 | 카나가와현 요코하마시 | 세이비가쿠엔                 | 평론가 오기와라 유키오가 명명               | 데코짱, 코-라    |      | 1969년   | 딸 키타지마 마미 (77)                                  |
| 아시야 오토메   | 12월 25일 | 카나가와현 요코하마시 | 세이비가쿠엔                 | 평론가 오기와라 유키오가 명명               | 데코짱, 코-라    |      | 1969년   | 딸 키타지마 마미 (77)                                  |
| 飛鳥京子        | 10월 23일 | 오카사부 오사카시     | 소우아이가쿠엔               | 은사가 명명                                 | 시로             |      | 1966년   |                                                        |
| 아스카 쿄코     | 10월 23일 | 오카사부 오사카시     | 소우아이가쿠엔               | 은사가 명명                                 | 시로             |      | 1966년   |                                                        |
| 東路光          | 1월 28일  | 카나가와현 카마쿠라시 | 카마쿠라죠가쿠인             | 부모님이 명명                               | 치-나            |      | 1966년   | 언니 유이 미도리 (48)                                  |
| 아즈마지 히카루 | 1월 28일  | 카나가와현 카마쿠라시 | 카마쿠라죠가쿠인             | 부모님이 명명                               | 치-나            |      | 1966년   | 언니 유이 미도리 (48)                                  |
| 天見有子        | 12월 11일 | 오카사부 오사카시     | 소우아이가쿠엔               | 어머니가 명명                               | 웃짱             |      | 1965년   |                                                        |
| 아마미 유코     | 12월 11일 | 오카사부 오사카시     | 소우아이가쿠엔               | 어머니가 명명                               | 웃짱             |      | 1965년   |                                                        |
| 糸井しだれ      | 8월 21일  | 오사카부 이바라키시   | 오사카부립시마카미고등학교   | 숙모 (초대 이토이 시다레)의 예명을 계승     | 카오짱           |      | 1966년   |                                                        |
| 이토이 시다레   | 8월 21일  | 오사카부 이바라키시   | 오사카부립시마카미고등학교   | 숙모 (초대 이토이 시다레)의 예명을 계승     | 카오짱           |      | 1966년   |                                                        |
| 彩奈奈子        | 7월 17일  | 시즈오카현 시즈오카시 | 무코가와가쿠인               |                                             | 히데코짱         |      | 1965년   |                                                        |
| 이로도리 나나코 | 7월 17일  | 시즈오카현 시즈오카시 | 무코가와가쿠인               |                                             | 히데코짱         |      | 1965년   |                                                        |
| 岩代千奈波      | 7월 22일  | 오카사부 오사카시     | 소우아이가쿠엔               |                                             | 오하루           |      | 1976년   | 케이 하나요 (啓華世)로 개명                            |
| 이와시로 치나미 | 7월 22일  | 오카사부 오사카시     | 소우아이가쿠엔               |                                             | 오하루           |      | 1976년   | 케이 하나요 (啓華世)로 개명                            |
| 江梨みちよ      | 10월 12일 | 카고시마현            | 케이메이죠가쿠인 중등부      | 지인의 이름을 받음                          | 유미             |      | 1967년   |                                                        |
| 에리 미치요     | 10월 12일 | 카고시마현            | 케이메이죠가쿠인 중등부      | 지인의 이름을 받음                          | 유미             |      | 1967년   |                                                        |
| 大川ひでみ      | 6월 14일  | 오카사부 오사카시     | 오사카시립히라노중학교       | 본명                                        | 히데미짱         |      | 1968년   |                                                        |
| 오오카와 히데미 | 6월 14일  | 오카사부 오사카시     | 오사카시립히라노중학교       | 본명                                        | 히데미짱         |      | 1968년   |                                                        |
| 折鶴三千代      | 5월 13일  | 효고현 고베시         | 아시야죠시가쿠엔             | 미즈노 시게오가 명명                        | 엣짱             |      | 1968년   |                                                        |
| 오리즈루 미치요 | 5월 13일  | 효고현 고베시         | 아시야죠시가쿠엔             | 미즈노 시게오가 명명                        | 엣짱             |      | 1968년   |                                                        |
| 加咲晴美        | 1월 15일  | 효고현 츠나군         | 고베쇼인죠시가쿠인           | 꽃처럼 춤에 가담하여 화사하고 아름답게      | 아코짱, 앗코짱   |      | 1968년   |                                                        |
| 카자키 하루미   | 1월 15일  | 효고현 츠나군         | 고베쇼인죠시가쿠인           | 꽃처럼 춤에 가담하여 화사하고 아름답게      | 아코짱, 앗코짱   |      | 1968년   |                                                        |
| 萱二葉          | 9월 4일   | 도쿄도                | 치요다죠가쿠엔               | 부모님이 고안                               | 봉코짱           |      | 1966년   |                                                        |
| 카야 후타바     | 9월 4일   | 도쿄도                | 치요다죠가쿠엔               | 부모님이 고안                               | 봉코짱           |      | 1966년   |                                                        |
| 久慈かをり      | 8월 12일  | 오사카부 카이즈카시   | 테즈카야마가쿠인             | 가족이 고안                                 | 키타못짱, 밋짱   |      | 1967년   |                                                        |
| 쿠지 카오리     | 8월 12일  | 오사카부 카이즈카시   | 테즈카야마가쿠인             | 가족이 고안                                 | 키타못짱, 밋짱   |      | 1967년   |                                                        |
| 国さゆり        | 2월 29일  | 도쿄도                | 토호예능학교                 | 부모님이 명명                               | 쿤짱             |      | 1965년   | 언니 쿠니 히로미 (47)                                  |
| 쿠니 사유리     | 2월 29일  | 도쿄도                | 토호예능학교                 | 부모님이 명명                               | 쿤짱             |      | 1965년   | 언니 쿠니 히로미 (47)                                  |
| 久美栄          | 2월 26일  | 오카사부 오사카시     | 바이카가쿠엔                 | 은사가 명명                                 | 오하나짱         |      | 1966년   |                                                        |
| 쿠미 사카에     | 2월 26일  | 오카사부 오사카시     | 바이카가쿠엔                 | 은사가 명명                                 | 오하나짱         |      | 1966년   |                                                        |
| 郷ちぐさ        | 9월 15일  | 고치현 토사시미즈시   | 시미즈중학교                 | 가족이 고안                                 | 찻치-, 보쿠      | 남역 | 1972년   |                                                        |
| 고 치구사       | 9월 15일  | 고치현 토사시미즈시   | 시미즈중학교                 | 가족이 고안                                 | 찻치-, 보쿠      | 남역 | 1972년   |                                                        |
| 上路里花        | 5월 4일   | 도쿄도                | 케이센죠가쿠인               | 어머니가 고안                               | 코-짱, 레이짱    |      | 1968년   |                                                        |
| 코우지 리카     | 5월 4일   | 도쿄도                | 케이센죠가쿠인               | 어머니가 고안                               | 코-짱, 레이짱    |      | 1968년   |                                                        |
| 近衛杏          | 12월 10일 | 효고현 고베시         | 고베시립타카쇼중학교         | 극작가 호죠 히데지가 명명                   | 나오짱, 밤비     |      | 1973년   | 언니 코노에 마리 (41)                                  |
| 코노에 안즈     | 12월 10일 | 효고현 고베시         | 고베시립타카쇼중학교         | 극작가 호죠 히데지가 명명                   | 나오짱, 밤비     |      | 1973년   | 언니 코노에 마리 (41)                                  |
| 小雪ひかる      | 1월 20일  | 후쿠시마현 후쿠시마시 | 후쿠시마여자고등학교         | 존경하는 선생님이 명명                      | 아베짱           |      | 1967년   | 딸 쿠사나기 유키 (75) 딸 키리시마 루카                 |
| 코유키 히카루   | 1월 20일  | 후쿠시마현 후쿠시마시 | 후쿠시마여자고등학교         | 존경하는 선생님이 명명                      | 아베짱           |      | 1967년   | 딸 쿠사나기 유키 (75) 딸 키리시마 루카                 |
| 嵯峨かおる      | 6월 14일  | 교토부 교토시         | 라쿠토고등학교               | 출생지에서 따옴                             | 키미짱, 킨타로짱 |      | 1966년   |                                                        |
| 사가 카오루     | 6월 14일  | 교토부 교토시         | 라쿠토고등학교               | 출생지에서 따옴                             | 키미짱, 킨타로짱 |      | 1966년   |                                                        |
| 五月圭子        | 9월 13일  | 오사카부 이케다시     | 바이카가쿠엔                 | 출신지 지명                                 | 키타짱, 키타코짱 |      | 1969년   |                                                        |
| 사츠키 케이코   | 9월 13일  | 오사카부 이케다시     | 바이카가쿠엔                 | 출신지 지명                                 | 키타짱, 키타코짱 |      | 1969년   |                                                        |
| 里麻莉子        | 3월 3일   | 효고현 고베시         | 쇼인죠시가쿠인               | 지인이 명명                                 | 탓칭             |      | 1968년   |                                                        |
| 사토 마리코     | 3월 3일   | 효고현 고베시         | 쇼인죠시가쿠인               | 지인이 명명                                 | 탓칭             |      | 1968년   |                                                        |
| 佐保ひかり      | 11월 11일 | 오카사부 오사카시     | 세이보죠가쿠인               | 오다 마코토가 명명                          | 탓칭             |      | 1965년   |                                                        |
| 사호 히카리     | 11월 11일 | 오카사부 오사카시     | 세이보죠가쿠인               | 오다 마코토가 명명                          | 탓칭             |      | 1965년   |                                                        |
| 沙和光里        | 5월 5일   | 카나가와현 요코하마시 | 카나가와가쿠엔               | 지인이 명명                                 | 와코             |      | 1965년   |                                                        |
| 사와 미사토     | 5월 5일   | 카나가와현 요코하마시 | 카나가와가쿠엔               | 지인이 명명                                 | 와코             |      | 1965년   |                                                        |
| 汐路朝子        | 3월 29일  | 카나가와현 요코하마시 | 후타바가쿠엔                 | 아시하라 에이료가 명명                      | 맛짱             |      | 1976년   |                                                        |
| 시오지 아사코   | 3월 29일  | 카나가와현 요코하마시 | 후타바가쿠엔                 | 아시하라 에이료가 명명                      | 맛짱             |      | 1976년   |                                                        |
| 志吹立美        | 4월 9일   | 도쿄도                | 오노가쿠엔                   |                                             | 코코             |      | 1966년   | 시부키 나오미 (志吹直美)로 개명                        |
| 시부키 타츠미   | 4월 9일   | 도쿄도                | 오노가쿠엔                   |                                             | 코코             |      | 1966년   | 시부키 나오미 (志吹直美)로 개명                        |
| 白滝美沙子      | 10월 3일  | 오사카부 토요나카시   | 바이카가쿠엔                 | 아버지가 명명                               | 오네에짱         |      | 1966년   |                                                        |
| 시라타키 미사코 | 10월 3일  | 오사카부 토요나카시   | 바이카가쿠엔                 | 아버지가 명명                               | 오네에짱         |      | 1966년   |                                                        |
| 姿美々          | 6월 17일  | 카나가와현            | 즈시중학교                   | 존경하는 선생님이 명명                      | 니요짱           |      | 1969년   |                                                        |
| 스가타 미미     | 6월 17일  | 카나가와현            | 즈시중학교                   | 존경하는 선생님이 명명                      | 니요짱           |      | 1969년   |                                                        |
| 朱雀ひろみ      | 12월 9일  | 미에현 쿠와나시       | 도쿄우에노가쿠엔             | 존경하는 선생님이 명명                      | 타카             |      | 1972년   | 동생 스자쿠 미호 (51)                                  |
| 스자쿠 히로미   | 12월 9일  | 미에현 쿠와나시       | 도쿄우에노가쿠엔             | 존경하는 선생님이 명명                      | 타카             |      | 1972년   | 동생 스자쿠 미호 (51)                                  |
| 園美咲          | 11월 11일 | 카나가와현 요코하마시 | 요코하마여자고등학교         | 시라이 테츠조가 명명                        | 쵸-코            |      | 1967년   |                                                        |
| 소노 미사키     | 11월 11일 | 카나가와현 요코하마시 | 요코하마여자고등학교         | 시라이 테츠조가 명명                        | 쵸-코            |      | 1967년   |                                                        |
| 大滝子          | 10월 20일 | 카나가와현 요코하마시 | 호세이대학부속여자고등학교   | 오오타키 아이코가 명명                      | 다이짱           | 남역 | 1976년   |                                                        |
| 다이 타키코     | 10월 20일 | 카나가와현 요코하마시 | 호세이대학부속여자고등학교   | 오오타키 아이코가 명명                      | 다이짱           | 남역 | 1976년   |                                                        |
| 竹里早代        | 4월 15일  | 오카사부 오사카시     | 테즈카야마가쿠인             | 존경하는 선생님이 명명                      | 삿짱, 사치코     |      | 1970년   | 일본무용 후지마 칸후츠 (藤間勘早知)                    |
| 타케자토 사요   | 4월 15일  | 오카사부 오사카시     | 테즈카야마가쿠인             | 존경하는 선생님이 명명                      | 삿짱, 사치코     |      | 1970년   | 일본무용 후지마 칸후츠 (藤間勘早知)                    |
| 珠梨英          | 10월 16일 | 도쿄도                | 쇼와여자대학부속쇼와고등학교 | 할아버지가 명명                             | 리레코, 히데코짱 |      | 1967년   | 남편 연출가 시바타 유키히로                            |
| 타마 리에       | 10월 16일 | 도쿄도                | 쇼와여자대학부속쇼와고등학교 | 할아버지가 명명                             | 리레코, 히데코짱 |      | 1967년   | 남편 연출가 시바타 유키히로                            |
| 千里万里        | 5월 27일  | 도쿄도                | 야마와키가쿠엔               | 아버지가 명명                               | 돈짱             |      | 1965년   |                                                        |
| 치사토 마리     | 5월 27일  | 도쿄도                | 야마와키가쿠엔               | 아버지가 명명                               | 돈짱             |      | 1965년   |                                                        |
| 千城登          | 7월 3일   | 오카사부 오사카시     | 소우아이가쿠엔               | 오사카부 사적 치하야성                      | 타케, 미에       |      | 1966년   |                                                        |
| 치시로 노보루   | 7월 3일   | 오카사부 오사카시     | 소우아이가쿠엔               | 오사카부 사적 치하야성                      | 타케, 미에       |      | 1966년   |                                                        |
| 千歳めぐみ      | 1월 19일  | 돗토리현 돗토리시     | 돗토리미나미중학교           | 언제까지나 은혜롭도록                       | 치코짱           |      | 1964년   |                                                        |
| 치토세 메구미   | 1월 19일  | 돗토리현 돗토리시     | 돗토리미나미중학교           | 언제까지나 은혜롭도록                       | 치코짱           |      | 1964년   |                                                        |
| 椿るみ          | 12월 5일  | 교토부 미야즈시       | 미야즈중학교                 |                                             | 훗짱             |      | 1977년   | 츠바키 유리 (椿友里)로 개명. 언니 아사즈키 마리오 (48) |
| 츠바키 루미     | 12월 5일  | 교토부 미야즈시       | 미야즈중학교                 |                                             | 훗짱             |      | 1977년   | 츠바키 유리 (椿友里)로 개명. 언니 아사즈키 마리오 (48) |
| 桃香こみち      | 3월 22일  | 효고현 다카라즈카시   | 바이카가쿠엔                 | 「논어」에서 은사가 명명                    | 미치             |      | 1967년   |                                                        |
| 토카 코미치     | 3월 22일  | 효고현 다카라즈카시   | 바이카가쿠엔                 | 「논어」에서 은사가 명명                    | 미치             |      | 1967년   |                                                        |
| 名城久仁子      | 3월 16일  | 아이치현 나고야시     | 스기야마가쿠엔               | 출신지에서 따옴                             | 오미즈           |      | 1968년   |                                                        |
| 나시로 쿠니코   | 3월 16일  | 아이치현 나고야시     | 스기야마가쿠엔               | 출신지에서 따옴                             | 오미즈           |      | 1968년   |                                                        |
| 匂京子          | 8월 9일   | 오카사부 오사카시     | 바이카가쿠엔                 | 지인의 교사가 명명                          | 미로쿠           |      | 1967년   |                                                        |
| 니오우 쿄코     | 8월 9일   | 오카사부 오사카시     | 바이카가쿠엔                 | 지인의 교사가 명명                          | 미로쿠           |      | 1967년   |                                                        |
| 初城美紗保      | 4월 15일  | 오카야마현 오카야마시 | 소잔고등학교                 | 존경하는 선생님이 명명                      | 미에짱, 오테라   |      | 1966년   |                                                        |
| 하츠시로 미사오 | 4월 15일  | 오카야마현 오카야마시 | 소잔고등학교                 | 존경하는 선생님이 명명                      | 미에짱, 오테라   |      | 1966년   |                                                        |
| 初日富士子      | 9월 1일   | 오사카부 이케다시     | 바이카가쿠엔                 |                                             | 해피, 몬짱       |      | 1971년   | 야시마 치나미 (八洲千浪)로 개명                        |
| 하츠히 후지코   | 9월 1일   | 오사카부 이케다시     | 바이카가쿠엔                 |                                             | 해피, 몬짱       |      | 1971년   | 야시마 치나미 (八洲千浪)로 개명                        |
| 花小路諄        | 9월 5일   | 효고현 고베시         | 쇼인죠시가쿠인               | 존경하는 선생님이 명명                      | 죠-              |      | 1980년   |                                                        |
| 하나코우지 준   | 9월 5일   | 효고현 고베시         | 쇼인죠시가쿠인               | 존경하는 선생님이 명명                      | 죠-              |      | 1980년   |                                                        |
| 薔薇千香子      | 9월 20일  | 와카야마현 고보시     | 오사카죠가쿠인               | 존경하는 선생님이 명명                      | 카리             |      | 1966년   |                                                        |
| 바라 치카코     | 9월 20일  | 와카야마현 고보시     | 오사카죠가쿠인               | 존경하는 선생님이 명명                      | 카리             |      | 1966년   |                                                        |
| 榛名由梨        | 8월 19일  | 효고현 산다시         | 타이샤중학교                 | 일본해군 순양함 「하루나 (榛名) 」에서 따옴 | 쇼-짱            | 남역 | 1988년   |                                                        |
| 하루나 유리     | 8월 19일  | 효고현 산다시         | 타이샤중학교                 | 일본해군 순양함 「하루나 (榛名) 」에서 따옴 | 쇼-짱            | 남역 | 1988년   |                                                        |
| 藤園さとみ      | 10월 4일  | 도쿄도 오오타구       | 킨죠가쿠인                   | 가족이 고안                                 | 오무코           |      | 1980년   |                                                        |
| 후지소노 사토미 | 10월 4일  | 도쿄도 오오타구       | 킨죠가쿠인                   | 가족이 고안                                 | 오무코           |      | 1980년   |                                                        |
| 冬樹幸          | 9월 29일  | 후쿠오카현 후쿠오카시 | 무코가와가쿠인               | 눈(雪)에서 따서 상급생이 선정               | 오토미, 토미짱   |      | 1965년   |                                                        |
| 후유키 사치     | 9월 29일  | 후쿠오카현 후쿠오카시 | 무코가와가쿠인               | 눈(雪)에서 따서 상급생이 선정               | 오토미, 토미짱   |      | 1965년   |                                                        |
| 穂高しげ美      | 12월 4일  | 아이치현 나고야시     | 킨죠가쿠인                   |                                             | 고쿠짱           |      | 1967년   |                                                        |
| 호다카 시게미   | 12월 4일  | 아이치현 나고야시     | 킨죠가쿠인                   |                                             | 고쿠짱           |      | 1967년   |                                                        |
| 保月香          | 10월 18일 | 오사카부              | 무코가와가쿠인               | 존경하는 선생님께 한글자 받음               | 벳시             |      | 1965년   |                                                        |
| 호즈키 카오리   | 10월 18일 | 오사카부              | 무코가와가쿠인               | 존경하는 선생님께 한글자 받음               | 벳시             |      | 1965년   |                                                        |
| 萬千光          | 1월 1일   | 나라현 야마토타카다시 | 오사카시미즈다니고등학교     | 시라이 테츠조가 명명                        | 마치코, 만짱     |      | 1972년   | 동생 마치 미노루 (50)                                  |
| 마치 히카루     | 1월 1일   | 나라현 야마토타카다시 | 오사카시미즈다니고등학교     | 시라이 테츠조가 명명                        | 마치코, 만짱     |      | 1972년   | 동생 마치 미노루 (50)                                  |
| 水の瀬あきら    | 8월 27일  | 효고현 니시노미야시   | 소노다가쿠엔                 | 가족이 고안                                 | 엔짱             |      | 1979년   |                                                        |
| 미즈노세 아키라 | 8월 27일  | 효고현 니시노미야시   | 소노다가쿠엔                 | 가족이 고안                                 | 엔짱             |      | 1979년   |                                                        |
| 御園ちさと      | 4월 16일  | 히로시마현 히로시마시 | 히로시마죠가쿠인고등학교     | 존경하는 선생님이 명명                      | 시마짱, 마사코짱 |      | 1967년   |                                                        |
| 미소노 치사토   | 4월 16일  | 히로시마현 히로시마시 | 히로시마죠가쿠인고등학교     | 존경하는 선생님이 명명                      | 시마짱, 마사코짱 |      | 1967년   |                                                        |
| 緑珠貴          | 9월 10일  | 도쿄도                | 바이카가쿠엔                 | 가족이 고안                                 | 키쿳짱           |      | 1968년   |                                                        |
| 미도리 타마키   | 9월 10일  | 도쿄도                | 바이카가쿠엔                 | 가족이 고안                                 | 키쿳짱           |      | 1968년   |                                                        |
| 弥栄みつる      | 1월 13일  | 도쿄도                | 도쿄죠가쿠간                 | 존경하는 사람의 글자를 받음                 | 시게짱           |      | 1965년   |                                                        |
| 야사카 미츠루   | 1월 13일  | 도쿄도                | 도쿄죠가쿠간                 | 존경하는 사람의 글자를 받음                 | 시게짱           |      | 1965년   |                                                        |
| 山路ひろみ      | 7월 26일  | 돗토리현 요나고시     | 요나고니시고등학교           | 지인이 명명                                 | 오다짱, 히로미짱 |      | 1968년   |                                                        |
| 야마지 히로미   | 7월 26일  | 돗토리현 요나고시     | 요나고니시고등학교           | 지인이 명명                                 | 오다짱, 히로미짱 |      | 1968년   |                                                        |
| 山水美幸        | 10월 10일 | 도쿄도타치카와시      | 토호죠시가쿠엔               | 출신지에서 따옴                             | 미코짱           |      | 1966년   |                                                        |
| 야마미즈 미유키 | 10월 10일 | 도쿄도타치카와시      | 토호죠시가쿠엔               | 출신지에서 따옴                             | 미코짱           |      | 1966년   |                                                        |
| 結城龍美        |           |                       |                              |                                             |                  | 남역 | 불명     |                                                        |
| 유우키 타츠미   |           |                       |                              |                                             |                  | 남역 | 불명     |                                                        |
| 弓月桂          | 9월 15일  | 기후현 기후시         | 기후상업고등학교             | 오노에 쇼로쿠가 명명                        | 키리짱           |      | 1969년   | 언니 아유카와 미츠루 (41) 언니 아유카와 미치요 (41)    |
| 유즈키 카츠라   | 9월 15일  | 기후현 기후시         | 기후상업고등학교             | 오노에 쇼로쿠가 명명                        | 키리짱           |      | 1969년   | 언니 아유카와 미츠루 (41) 언니 아유카와 미치요 (41)    |
| 夢煌            | 7월 25일  | 도쿄도                | 야마와키가쿠엔               | 시바타 무츠무가 명명                        | 사자에           |      | 1966년   |                                                        |
| 유메 키라라     | 7월 25일  | 도쿄도                | 야마와키가쿠엔               | 시바타 무츠무가 명명                        | 사자에           |      | 1966년   |                                                        |